# Taungya-System
Das Taungya-System wurde vom deutschen Botaniker Dietrich Brandis ab 1855 in Burma eingeführt.
Taungya ist ursprünglich die Bezeichnung der Karen für den Brandrodungsfeldbau.
Brandrodungsbauern wurden dazu angehalten, zwischen ihren üblichen Bergreis- und Baumwollkulturen Teak einzusäen.
Nach Aufgabe der Felder sollte der junge Teakbestand an den britisch-kolonialen Forstdienst übergehen. Damit hat Brandis ein erstes System kombinierten land- und forstwirtschaftlichen Anbaus geschaffen.
Das Taungya-System konnte sich erst durchsetzen, als man ab 1868 den Brandrodungsbauern Prämien für gelungene Teaksaaten zahlte. Schnell breitete sich dann Taungya in ganz Britisch-Indien aus, vor allem aber in der niederländischen Kolonie Indonesien.
Auch in Afrika wurde es seit Beginn des 20. Jahrhunderts angewandt, kaum jedoch im tropischen Amerika. 

## Merkmale
- Schlag und Verbrennen der ursprünglichen Vegetation im Brandrodungsverfahren
- kurzzeitiger kombinierter land- und forstwirtschaftlicher Anbau, u. U. mit einem ein- bis mehrjährigen rein landwirtschaftlichen Vorlauf
- Ende der landwirtschaftlichen Nutzung und Übernahme der Forstkulturen durch die Forstverwaltung

Weitere Namen für das Taungya-System:
- chena (Sri Lanka),
- kaingin (Philippinen),
- kumri (Indien),
- ladang (Malaysia),
- parcelero (Puerto Rico),
- shamba (Kenia)
- taungya (Myanmar)